# Liste der Bischöfe von Brescia
Die folgenden Personen waren gewesen oder sind Bischof des Bistums Brescia (Italien):
- Clateus († 64)
- Viator
- Latinus
- Appollonius
- Ursicinus 342
- Faustinus
- Filastrius von Brescia
- Gaudentius von Brescia
- Paulus I.
- Theophilus
- Silvinus
- Gaudiosus
- Octavianus
- Vigilius
- Titianus († ca. 526)
- Paulus II.
- Cyprianus († ca. 582)
- Herculanus
- Honorius
- Rusticianus († ca. 594)
- Dominator
- Paulus III.
- Paterius
- Anastasius
- Domenicus († ca. 612)
- Felix
- Deusdedit († 675–700)
- Gaudiosus
- Rusticiano
- Apollinare
- Andrea I.
- Teobaldo
- Vitale
- Benedikt
- Ansoaldo
- Cuniperto
- Anfrido 813
- Pietro
- Ramperto 824/826–842
- Notingo 844 ca.–863
- Antonius I. 863–898
- Ardingo 901–922
- Landolfus I.
- Josephus
- Antonius II. 952–969[1]
- Goffredo di Canossa 979
- Atto
- Adalberto 996–1004
- Landolfo II. 1004/5–1030
- Olderico I. 1031–1054
- Ekkihard 1055
- Adelmann von Lüttich 1059–1061
- Olderico II. ca. 1061
- Conone 1080
- Johann I. 1085–1098
- Oberto (kaiserlich) 1085–1098
- Arimanno da Gavardo (päpstlich) 1087–1115/16
- Villano 1116–1132
- Manfredo 1132 ca.–1153
- Raimondo 1153–1173
- Giovanni II. da Fiumicello 1174–1195
- Giovanni III. da Palazzo 1195–1212
- Alberto Rizzato 1213–1226
- Seliger Guala de Ronio OP 1229–1243/1244
- Azzo (Azzone) da Torbiato 1246–1253
- Cavalcano de Salis 1254–1263
- Martino 1263 ca.–1275
- Berardo Maggi 1275–1308
- Federico Maggi 1309–1316
- Princisvalle Fieschi 1317–1325
- Tiberio della Torre 1325–1332
- Iacopo degli Atti 1335–1344
- Lambertino Balduino OFM 1344–1349
- Bernardo Tricardo SOCist 1349–1358
- Raimondo Bianco da Velate OSB 1358/1359–1362
- Enrico Sessa 1362–1367
- Agapito Colonna 1369–1371
- Stefano Palosii de Veraineriis 1371–1373
- Andrea de Aptis OESA 1373–1378
- Nicolò Zanasio 1378–1383
- Andrea Serazoni OESA 1383–1388
- Tommaso Visconti 1388–1390; 1396–1397
- Francesco Lante OFM 1390–1396
- Tommaso Pusterla 1397–1399
- Guglielmo Pusterla 1399–1416
- Pandolfo Malatesta 1416–1418 (Administrator)
- Francesco Marerio 1418–1442
- Pietro del (da) Monte 1442–1457
- Bartolomeo Malipiero 1457–1464
- Domenico de Dominici 1464–1478
- Lorenzo Zane 1478–1481
- Paolo Zane 1481–1531
- Francesco Corner (Cornaro) 1532–1543 Kardinal
- Andrea Cornaro 1543–1551 Kardinal
- Durante Duranti 1551–1558 Kardinal
- Domenico Bollani 1559–1579
- Giovanni Dolfin 1579–1584
- Gianfrancesco Morosini 1585–1596 Kardinal
- Marino Giorgi (Zorzi) 1596–1631
- Vincenzo Giustiniani 1633–1645
- Marco Morosini 1645–1654
- Pietro Vito Ottoboni 1654–1664 Kardinal
- Marino Giovanni Giorgi (Zorzi) 1664–1678
- Bartolomeo Gradenigo 1682–1695
- Daniello Marco Delfino (Dolfin) 1698–1704 Kardinal
- Giovanni Alberto Badoer (Badoaro) 1706–1714 Kardinal
- Giovanni Francesco Barbarigo 1714–1723 Kardinal
- Fortunato Morosini OSB 1723–1727
- Angelo Maria Quirini OSBCas 1727–1755 Kardinal
- Giovanni Molino 1755–1773 Kardinal
- Giovanni Nani 1773–1804
- Gabrio Maria Nava 1807–1831
- Carlo Domenico Ferrari 1834–1846
- Girolamo Verzeri 1850–1883
- Giacomo Maria Corna Pellegrini 1883–1913
- Giacinto Gaggia 1913–1933
- Giacinto Tredici 1933–1964
- Luigi Morstabilini 1964–1983
- Bruno Foresti 1983–1998
- Giulio Sanguineti 1998–2007
- Luciano Monari 2007–2017
- Pierantonio Tremolada seit 2017